# Pholcipes bifurcochelis
Genre
Espèce
Pholcipes bifurcochelis, unique représentant du genre Pholcipes, est une espèce d'araignées aranéomorphes de la famille des Tetragnathidae.

## Distribution
Cette espèce est endémique de la Grande Comore aux Comores,.

## Publication originale
- Schmidt & Krause, 1993 : Spinnen von den Komoren III: Tetragnathinae und Metinae (Araneida: Araneidae). Teil II. Arachnologisches Magazin, vol. 1, no 11, p. 3-11.